# Cessy
Cessy är en kommun i departementet Ain i regionen Auvergne-Rhône-Alpes i östra Frankrike. Kommunen ligger  i kantonen Gex som ligger i arrondissementet Gex. Kommunens areal är 6,39 km². År 2022 hade Cessy 5 570 invånare.

## Befolkningsutveckling
Antalet invånare i kommunen Cessy
Referens: INSEE